# Société archéologique du Midi de la France
La Société archéologique du Midi de la France est une société historico-artistique fondée à Toulouse en 1831, par quatorze amateurs dans le salon du marquis de Castellane, son premier président. Elle fait connaître les monuments du Midi de la France. Elle compte parmi les toutes premières sociétés d'« antiquaires » créées en province, après Rouen et Caen. Ses travaux sont publiés dans un volume annuel de mémoires. Elle a son siège à l'hôtel d'Assézat.

## Histoire
La Société archéologique du Midi de la France a été fondée le 2 juin 1831, sur l’initiative du marquis de Castellane, qui en fut le premier président, et d’Alexandre Du Mège. Elle possède sa propre devise « Gloriae majorum ». 
Elle a été reconnue d’utilité publique par décret du 10 novembre 1850. En 1895, elle s'installe à l’hôtel d'Assézat, légué à la ville de Toulouse par Théodore Ozenne.

## Fonctionnement
La Société archéologique du Midi de la France comprend 40 membres titulaires, 10 membres honoraires, 20 membres libres et un nombre illimité de membres correspondants.
Durant l'année académique, qui se déroule d'octobre à juin, la Société se réunit deux fois tous les mois. Ces séances sont occupées par les communications présentées par les membres, l’échange d'informations et des débats concernant l’étude, la conservation et la restauration du patrimoine.
Le volume annuel des mémoires se compose des communications des membres, ainsi que des comptes rendus des séances.
Tous les ans, la société décerne des prix à des « travaux universitaires, ou toute étude inédite sur l'histoire, l'archéologie ou l'histoire de l'art du Midi de la France ».
- Prix de Champreux (tous les 3 ans) ;
- Prix Ourgaud (tous les 2 ans) ;
- Prix de Clausade (tous les 2 ans) ;
- Prix de la Société Archéologique du Midi de la France (prix extraordinaire).

## Membres
La liste des membres fondateurs et présidents est établie sur le site de la société.

### Membres fondateurs
- Alexandre Du Mège (1780-1862) ;
- Joseph Léonard (1761-1845), marquis de Castellane[3] ;
- Auguste d'Aldéguier (1793-1866)[4] ;
- Léonce de Lavergne (1809-1880) ;
- Léon Ducos ;
- Colonel Louis Emmanuel Dupuy (1777-1845) ;
- Comte de Castellane (1788-1862) ;
- Athanase Marie Emmanuel Adrien, marquis de Rességuier, ancien maire de Toulouse (1829-1830) ;
- Bruno de Bastoulh[5] ;
- Abbé Jammes ;
- Lt-Colonel Dubarry (1732-1811) ;
- François Sauvage (1788-1874)[6] ;
- Jean Baptiste Guillaume Belhomme (1799-?)[7] ;
- Jules Soulages (1803-1857)[8],[9].

### Présidents
- 1831 : Joseph Léonard (1761-1845), marquis de Castellane[3] ;
- 1845 : Auguste d’Aldéguier (1793-1866)[4] ;
- 1867 : Jean Henri Victor Baron Du Périer (1802-1870)[10] ;
- 1870 : Abbé Barthélemy-Marie Carrière (1821-1881)[11] ;
- 1879 : Gustave de Clausade (1815-1888)[12] ;
- 1889 : Jules de Lahondès (1830-1914)[13] ;
- 1914 : Émile Cartailhac (1845-1921)[14] ;
- 1921 : Chanoine Achille Auriol (1865-1937)[15],[16] ;
- 1937 : Joseph Calmette (1873-1952)[17] ;
- 1953 : Raymond Rey (1890-1958)[18] ;
- 1958 : Michel Labrousse (1912-1988) ;
- 1988 : Gratien Leblanc (1904-1993)[19] ;
- 1990 : Henri Pradalier ;
- 1998 : Louis Peyrusse ;
- 2002 : Michèle Pradalier-Schlumberger ;
- 2011 : Daniel Cazes ;
- 2018 : Émilie Nadal ;
- 2020 : Louis Peyrusse.
- 2021 : Virginie Czerniak

### Membres correspondants
- Jean-Baptiste-Joseph Jorand (1788-1850)[1],[20] ;
- Tibulle Desbarreaux-Bernard (1798-1880) ;
- Adrien Dauzats (1804-1868)[1] ;
- Jules Renouvier (1804-1860)[1] ;
- Auguste Molinier (1851-1904) ;
- Guy Desazard de Montgailhard (1837-1927) ;
- Léon Joulin (1838-1928) ;
- Antoine Degert (1859-1931) ;
- Eugène Lapierre (1899-1970).